# 斑鸻刺缘吸虫
斑鸻刺缘吸虫（学名：Acanthoparyphium squatarolae）为棘口科刺缘属的动物。分布于日本以及中国大陆的福建等地，营寄生生活，宿主Squatarola squatarola hypomelaena以及寄生在持。